# ارتباط مورچه‌ها

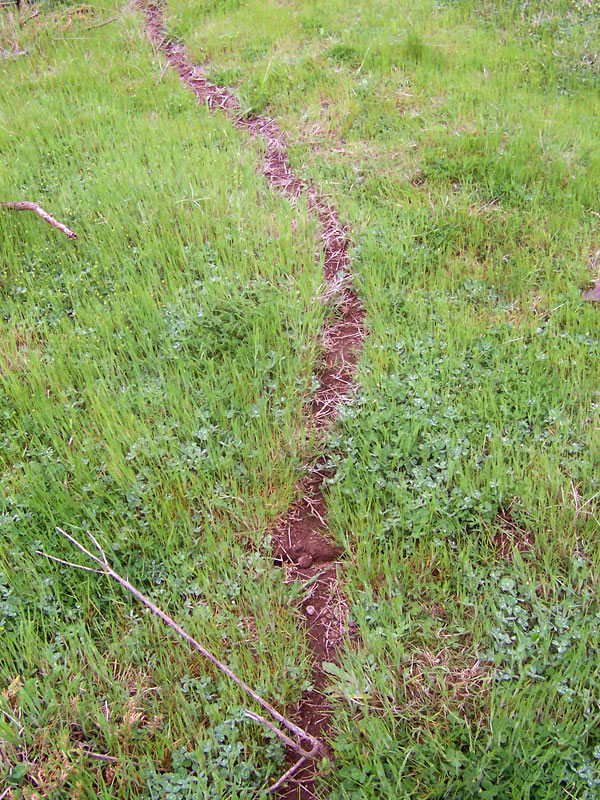
یک مسیر ایجاد شده توسط مورچه‌ها

مورچه‌ها برای برقراری ارتباط با یکدیگر از فرومون استفاده می‌کنند. این سیگنال‌های شیمیایی در مورچه‌ها نسبت به سایر نازک‌بالان تکامل یافته‌تر است. همانند سایر حشرات مورچه‌ها برای تشخیص بوی فرومون، از شاخک‌های بلند و نازکِ متحرّک خود استفاده می‌کنند. مورچه به وسیلهٔ دو شاخک خود اطلاعاتِ لازم در مورد جهت و شدت بو را استخراج می‌کند. از آنجایی که اغلب مورچه‌ها در روی سطح زمین زندگی می‌کنند، از سطح خاک برای بر جا گذاشتن رد فرومون استفاده می‌کنند تا دیگر مورچه‌ها نیز بتوانند آن را دنبال کنند. در گونه‌هایی که به صورت گروهی کاوش می‌کنند مورچه‌ای که غذا پیدا می‌کند یک رَد فرومون در مسیر بازگشت به لانه برجای می‌گذارد و این مسیر به وسیلهٔ دیگر مورچه‌ها دنبال می‌شود، پس از بازگشتِ مورچه‌های دیگر با غذا، این مسیر تقویت می‌شود. هنگامی که منبع غذا تمام می‌شود، دیگر رَد جدیدی توسط مورچه‌ها، در مسیر بازگشت گذاشته نمی‌شود و بوی فرومون به آرامی محو می‌شود. این عمل باعث می‌شود که مورچه‌ها با تغییرات محیط خود را هماهنگ کنند. به‌طور مثال هنگامی که یک مسیر مشخص شده به سمت منبع غذایی توسط یک مانع سد می‌شود مورچه‌ها مسیر را رها می‌کنند تا مسیر جدیدی پیدا کنند. اگر مورچه‌ای موفق شود، رَد جدیدی بر جای می‌گذارد که شامل مسیر کوتاه‌تری به لانه می‌باشد. مسیرهای موفق به سمت منبع غذا به وسیلهٔ سایر مورچه‌ها دنبال می‌شوند و مسیرهای بهتر تقویت می‌شوند تا در نهایت بهترین مسیر پیدا شود.
مورچه‌ها از فرومون، تنها برای ردیابی استفاده نمی‌کنند. هنگامی که یک مورچه آسیب می‌بیند از خود فرومونِ خطر ساطع می‌کند که باعث می‌شود مورچه‌های اطراف او در حالت تهاجمی قرار بگیرند و همچنین مورچه‌های بیشتری به آن منطقه جذب شوند. برخی از گونه‌های مورچه از فرومون خاصی به نام فرومونِ پروپاگاند استفاده می‌کنند که باعث می‌شود دشمنانشان دچار سردرگمی شوند و به یکدیگر حمله کنند. فرومون به وسیلهٔ ساختارهای زیادی تولید می‌شود که شامل غدد دوفور، غدد سمی و غده‌های موجود در روده، دُم، روده راست، استرنم و درشت نی می‌شوند. فرومون‌ها همچنین بین مورچه‌های لانه رد و بدل می‌شود این عمل به صورت ترکیب شدن فرومون با غذا و سپس انتقال دادن آن از طریق دهان مورچه‌ای به مورچه دیگر صورت می‌گیرد. این به مورچه‌ها کمک می‌کند که بفهمند چه وظیفه‌ای باید انجام دهند. (به‌طور مثال: جمع‌آوری آذوقه یا نگهداری از لانه). در بعضی از گونه‌ها مورچه‌هایی با سر و دهان بسیار بزرگ نسبت به سایر مورچه‌ها وجود دارد که وظیفه دارد تا طعمه را تکه‌تکه کرده تا مورچه‌های کارگر آنها را راحت‌تر به درون لانه حمل کنند و هیچ کار دیگری انجام نمی‌دهند. در گونه‌هایی از مورچه‌ها که دارای ملکه هستند هنگامی که تولید نوع خاصی از فرومون توسط ملکه متوقف شود کارگران ملکه جدیدی را انتخاب می‌کنند.چشم مورچه‌ها نسبت به چشم انسان تعداد بیشتری عدسی دارد. شاخک‌ها عضو مخصوص برای بویایی، لامسه، چشایی و شنوایی می‌باشد.

### تولید صدا و ارتباط آکوستیکی
برخی از مورچه‌ها با استفاده از اندام‌هایی خاص در بدن خود، صدا را از طریق ساییدن ایجاد می‌کنند. کاربرد این صداها که در طیف صوت و فراصوت قرار دارند، برای ارتباط با اعضای کلنی یا با گونه‌های دیگر در برخی از انواع مورچه‌ها مشاهده شده است.